# Imigração italiana nas regiões Norte e Nordeste do Brasil

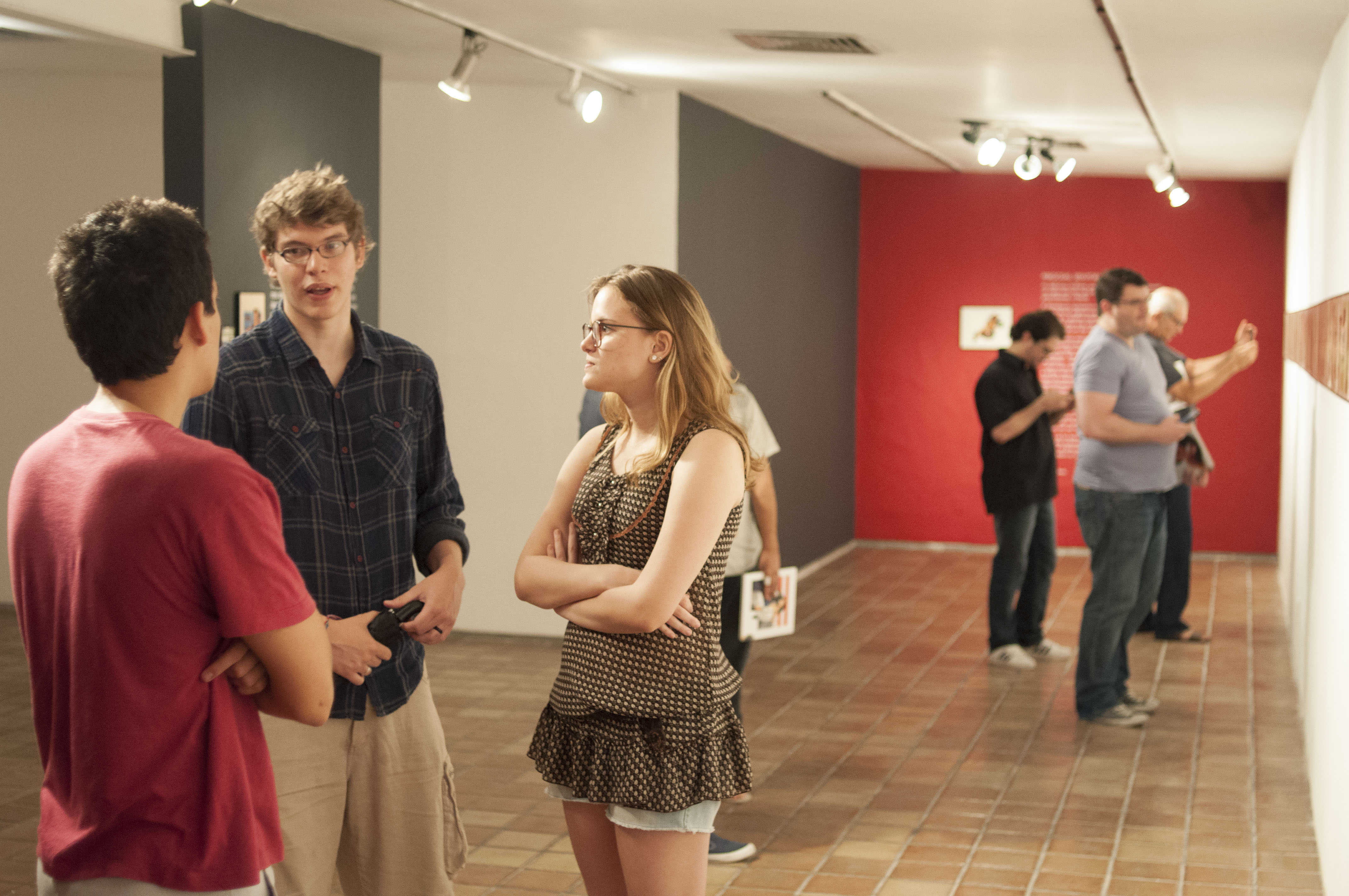
O Museu Murillo La Greca, no Recife, foi criado em homenagem ao pintor pernambucano Murillo La Greca, filho de imigrantes italianos.

A imigração italiana nas regiões Norte e Nordeste do Brasil diz respeito ao movimento imigratório de italianos para o Norte-Nordeste do país.

## Antecedentes
A presença italiana no Norte-Nordeste do Brasil remonta ao século XVI. Na então Capitania de Pernambuco, centro da economia canavieira, o senhor de engenho Filippo Cavalcanti, um nobre oriundo da cidade de Florença, casou-se com Catarina de Albuquerque, filha do governador Jerônimo de Albuquerque com a índia Maria do Espírito Santo Arcoverde, dando origem ao clã dos Cavalcantis (ou Cavalcantes, na variante aportuguesada), reconhecido como a maior família do país. Além dele, chegou ao Brasil Clemenza Doria, uma nobre genovesa que veio para se casar com pessoas da nobreza luso-brasileira.
Ainda no Brasil Colônia, foram numerosos os sacerdotes italianos enviados ao país, para trabalhar no processo de evangelização dos povos indígenas. Dois jesuítas italianos, Andreoni e Benci, se destacaram por haver escrito livros sobre o Brasil, no século XVIII. Outros religiosos que se estabeleceram no Nordeste brasileiro foram os capuchinhos, que desbravaram os sertões. Além deles, muitos costureiros, alfaiates, sapateiros, funileiros, caldeireiros e mecânicos se fixaram tanto nas capitais como no interior do Nordeste, a fim de trabalhar.
Em 1837, chega à Bahia um grupo de 62 exilados políticos oriundos da península Itálica, que foram presos devido às agitações políticas que ocorriam no período que antecedeu à unificação da Itália. Estes exilados sensibilizaram-se e aderiram ao movimento revolucionário que ocorria em Salvador, a Sabinada. Alguns foram presos, outros retornaram para a Itália e houve aqueles que mudaram-se para o Rio de Janeiro. Este envolvimento político dos imigrantes fez com que uma nova leva de exilados, oriundos da região de Nápoles, fosse cancelada.
No período imperial havia uma preocupação com a ocupação de posições consideradas importantes para o governo brasileiro e o desejo de "embranquecer" a população. Por isto, o governo passou a desenvolver uma política de colonização, com mais intensidade no sul do país, não só com os italianos, como com outras nacionalidades europeias. Eles se instalaram no país e passaram a se mobilizar por outras províncias do Império.

## A imigração
Entre 1891 e 1899, foram feitas quatro tentativas de colonização envolvendo camponeses italianos. As primeiras diziam respeito à Bahia e Pernambuco, porém ambas malograram: a tentativa baiana fracassou imediatamente e a colônia, de imigrantes provenientes da Emília-Romanha e das Marcas, logo se dissolveu; e a tentativa pernambucana também não deu frutos, pois das 40 famílias italianas trazidas para a região de Suassuma, 38 solicitaram e foram transferidas para São Paulo às custas do governo federal alguns meses após a chegada, e as duas famílias que restaram voltaram para a Itália em 1898.pg.105 Assim, a imigração para Pernambuco foi pequena e concentrada ao longo do litoral ou na capital, com italianos provenientes principalmente das províncias de Cosenza, Salerno e Potenza.pg.106 Já na Bahia, a comunidade italiana, embora pequena, era provavelmente a mais numerosa dentre os estados de sua região no fim do século XIX, e proveniente quase que totalmente de Cosenza.pg.106
Já entre os anos de 1898 e 1902, foi publicada em Gênova uma revista quinzenal, a L'Amazzonia, que tecia elogios sobre os estados do Pará e do Amazonas, com o intuito de persuadir italianos para lá imigrarem. Mas a pobreza local na época e o clima quente da região dificultaram a adaptação dos imigrantes.
O estado do Pará foi aquele que mais insistentemente tentou implantar núcleos italianos no seu território. A primeira tentativa data de 1899 e o estado oferecia aos imigrantes terra de 25 hectares, ferramentas, salários durante três dias da semana para desmatar a área, além de alimentação gratuita nos primeiros seis meses. Porém, após alguns meses, das doze famílias assentadas, nove desistiram. Outras duas tentativas foram feitas no mesmo ano de 1899, sem nenhum sucesso.pg.105 Não era apenas o clima quente da região que acarretava no fracasso das colônias, mas o próprio despreparo dos italianos ao terem que lidar com cultivos que desconheciam (algodão, fumo, açúcar, cacau), produtos que só davam lucro quando produzidos em grande escala, com base num comércio que já deveria estar anteriormente estabelecido. Por essas razões, a imigração italiana para o Norte e Nordeste não foi agrícola, mas temporária, espontânea e essencialmente urbana. Durante o auge da exploração da borracha no final do século XIX, houve um certo fluxo de imigração italiana para a região amazônica. A movimentação econômica atraiu um subproletariado italiano oriundo sobretudo de outros estados brasileiros, que se dedicava principalmente ao comércio ambulante ao longo do rio Amazonas ou se ocupava nos misteres urbanos (engraxate, sapateiro, carregador etc).pg.106
O Piauí também tentou implantar um núcleo italiano, oferecendo ao governo da Itália a possibilidade de fazer investimentos econômicos no estado. Assim, em 1895, chegaram 40 famílias italianas mas, novamente, a tentativa não deu certo, pois 28 famílias se negaram a se instalar nos lotes e as outras 12 foram repatriadas em 1898.pg.105 Nessa mesma época, na Paraíba, houve pequenos núcleos italianos esparsos que desempenhavam atividades artesanais e comerciais em diversas cidades – além de João Pessoa e Campina Grande –, entre as quais Areia, Mamanguape, Pilar, Bananeiras e Solânea. Boa parte desse núcleo preferiu se fixar de vez no estado, onde tiveram uma influência socioeconômica bastante relevante. Mas contra o Norte e Nordeste pesavam a pobreza local e a dificuldade de adaptação dos imigrantes ao clima da região.
Na fase do Brasil republicano, o Nordeste continuou a receber italianos, que vieram por causa do grande crescimento e da modernização da agroindústria canavieira, do desenvolvimento da indústria têxtil, do crescimento da cultura do cacau e do lançamento, no mercado externo, de produtos extrativos.
Após a Segunda Guerra Mundial, houve novas experiências, como a de implantação de uma colônia de agricultores em Jaguaquara e Itiruçu, na Bahia, o que provocou modificações nos usos e costumes dessas cidades.